# (74443) 1999 CY11
1999 سي واي 11 (ويعرف أيضًا باسم (74443) 1999 سي واي 11 وفق تسمية الكوكب الصغير) (بالإنجليزية: 1999 CY11)‏ هو كويكب ضمن حزام الكويكبات؛ وترتيبه 74443 من حيث الاكتشاف.
اكتُشف هذا الجُرم الفلكي بواسطة بحث لنكولن عن الكويكبات القريبة من الأرض في 12 فبراير 1999.

## وصلات خارجية
- (74443) 1999 CY11 في قاعدة بيانات مختبر الدفع النفاث لأجرام النظام الشمسي الصغيرة

- الاكتشاف · مخطط المدار ·  العناصر المدارية · المعلمات المادية

- (74443) 1999 CY11 على موقع ويكي سكاي: DSS2, SDSS, GALEX, IRAS, Hydrogen α, X-Ray, Astrophoto, Sky Map, Articles and images